# فریلند، واشینگتن
فریلند (به انگلیسی: Freeland) یک منطقهٔ مسکونی در ایالات متحده آمریکا است که در شهرستان آیلند، واشینگتن واقع شده‌است. فریلند ۱۲٫۳ کیلومتر مربع مساحت و ۲٬۰۴۵ نفر جمعیت دارد و ۳۵ متر بالاتر از سطح دریا واقع شده‌است.